# ATP Challenger Tour 2010
In der folgenden Tabelle werden die Turniere der professionellen Herrentennis-Saison 2010 der ATP Challenger Tour dargestellt. Sie bestand aus 14 Turnieren der Tretorn SERIE+ und 141 regulären Turnieren mit einem Preisgeld zwischen 30.000 und 106.500 Euro. Es war die 34. Ausgabe des Challenger-Turnierzyklus und die zweite unter dem Namen ATP Challenger Tour.

## Turnierplan

### Januar
| Datum1 | Ort         | Turnier                              | TN2  | Preisgeld3   | Belag4        | Sieger Einzel   | Sieger Doppel                           |
| ------ | ----------- | ------------------------------------ | ---- | ------------ | ------------- | --------------- | --------------------------------------- |
| 04.01. | Nouméa      | Internationaux de Nouvelle-Calédonie | 2205 | $ 075.000 +H | Hartplatz     | Florian Mayer   | Édouard Roger-Vasselin Nicolas Devilder |
| 04.01. | São Paulo   | Aberto de São Paulo                  | 746  | $ 125.000 +H | Hartplatz     | Ricardo Mello   | Sebastián Prieto Brian Dabul            |
| 11.01. | Salinas     | Challenger Salinas Diario Expreso    | 59   | $ 035.000 +H | Sand          | Brian Dabul     | Jamie Murray Jonathan Marray            |
| 25.01. | Heilbronn   | Heilbronn Open                       | 460  | € 085.000 +H | Hartplatz (i) | Michael Berrer  | Sanchai Ratiwatana Sonchat Ratiwatana   |
| 25.01. | Honolulu    | Honolulu Challenger                  | 6112 | $ 050.000    | Hartplatz     | Michael Russell | Ryler DeHeart Kevin Anderson            |
| 25.01. | Bucaramanga | Seguros Bolívar Open Bucaramanga     | 5016 | $ 035.000 +H | Sand (i)      | Eduardo Schwank | Santiago Ventura Pere Riba              |

### Februar
| Datum1 | Ort     | Turnier                                             | TN2  | Preisgeld3   | Belag4        | Sieger Einzel        | Sieger Doppel                |
| ------ | ------- | --------------------------------------------------- | ---- | ------------ | ------------- | -------------------- | ---------------------------- |
| 01.02. | Burnie  | McDonald’s Burnie International                     | 5018 | $0 50.000    | Hartplatz     | Bernard Tomic        | Sam Groth Matthew Ebden      |
| 01.02. | Dallas  | Challenger of Dallas                                | 695  | $0 50.000    | Hartplatz (i) | Ryan Sweeting        | David Martin Scott Lipsky    |
| 01.02. | Kasan   | Kazan Kremlin Cup                                   | 6114 | $0 50.000    | Hartplatz (i) | Michał Przysiężny    | Juri Schtschukin Jan Mertl   |
| 08.02. | Bergamo | Internazionali di Tennis di Bergamo Trofeo Trismoka | 854  | €0 42.500 +H | Hartplatz (i) | Karol Beck           | Jamie Murray Jonathan Marray |
| 15.02. | Belgrad | GEMAX Open                                          | 835  | € 106.500 +H | Hartplatz (i) | Karol Beck           | Jamie Delgado Ilija Bozoljac |
| 15.02. | Tanger  | Morocco Tennis Tour Tanger                          | 3769 | €0 30.000 +H | Sand          | Stéphane Robert      | Dominik Meffert Steve Darcis |
| 22.02. | Meknès  | Morocco Tennis Tour Meknès                          | 3767 | €0 30.000 +H | Sand          | Oleksandr Dolhopolow | Flavio Cipolla Pablo Andújar |

### März
| Datum1 | Ort                 | Turnier                                        | TN2  | Preisgeld3   | Belag4        | Sieger Einzel          | Sieger Doppel                        |
| ------ | ------------------- | ---------------------------------------------- | ---- | ------------ | ------------- | ---------------------- | ------------------------------------ |
| 01.03. | Cherbourg-Octeville | Challenger DCNS de Cherbourg                   | 398  | € 042.500 +H | Hartplatz (i) | Nicolas Mahut          | Édouard Roger-Vasselin Nicolas Mahut |
| 08.03. | Rabat               | Morocco Tennis Tour Rabat                      | 3566 | € 042.500 +H | Sand          | Rubén Ramírez Hidalgo  | Ilija Bozoljac Daniele Bracciali     |
| 08.03. | Sarajevo            | BH Telecom Indoors                             | 1683 | € 030.000 +H | Hartplatz (i) | Édouard Roger-Vasselin | Édouard Roger-Vasselin Nicolas Mahut |
| 08.03. | Kyōto               | Shimadzu All Japan Indoor Tennis Championships | 91   | $ 035.000 +H | Teppich (i)   | Yūichi Sugita          | Philipp Oswald Martin Fischer        |
| 15.03. | Sunrise             | BMW Tennis Championship                        | 2207 | $ 125.000 +H | Hartplatz     | Florian Mayer          | Filip Polášek Martin Damm            |
| 15.03. | Marrakesch          | Morocco Tennis Tour Marrakesch                 | 3585 | € 106.500 +H | Sand          | Jarkko Nieminen        | Horia Tecău Ilija Bozoljac           |
| 15.03. | Caltanissetta       | Città di Caltanissetta                         | 5049 | € 042.500 +H | Sand          | Robin Haase            | Santiago Ventura David Marrero       |
| 22.03. | Jersey              | The Jersey International                       | 4040 | € 042.500    | Hartplatz (i) | Jan Hernych            | Ken Skupski Rohan Bopanna            |
| 22.03. | Barletta            | Open Barletta                                  | 60   | € 030.000 +H | Sand          | Pere Riba              | Santiago Ventura David Marrero       |
| 22.03. | Rimouski            | Challenger Banque Nationale                    | 3535 | $ 035.000 +H | Hartplatz (i) | Rik De Voest           | Kaden Hensel Adam Hubble             |
| 29.03. | Neapel              | Tennis Napoli Cup                              | 443  | € 030.000 +H | Sand          | Rui Machado            | Jesse Witten Dustin Brown            |
| 29.03. | Saint-Brieuc        | Open Prévadiès                                 | 1796 | € 030.000 +H | Sand (i)      | Michał Przysiężny      | Uladsimir Ihnazik David Marrero      |

### April
| Datum1 | Ort          | Turnier                                     | TN2  | Preisgeld3   | Belag4    | Sieger Einzel     | Sieger Doppel                       |
| ------ | ------------ | ------------------------------------------- | ---- | ------------ | --------- | ----------------- | ----------------------------------- |
| 05.04. | Bogotá       | Bancolombia Open                            | 359  | $ 125.000 +H | Sand      | João Souza        | Santiago González Franco Ferreiro   |
| 05.04. | Monza        | Mitsubishi Electric Cup                     | 2208 | € 030.000 +H | Sand      | Daniel Brands     | Daniele Bracciali David Marrero     |
| 12.04. | Johannesburg | Soweto Open                                 | 5055 | $ 100.000 +H | Hartplatz | Dustin Brown      | Lovro Zovko Nicolas Mahut           |
| 12.04. | Pereira      | Seguros Bolívar Open Pereira                | 5063 | $ 050.000 +H | Sand      | Santiago Giraldo  | Philipp Oswald Dominik Meffert      |
| 12.04. | Baton Rouge  | Baton Rouge Pro Tennis Classic              | 3810 | $ 050.000    | Hartplatz | Kevin Anderson    | Joseph Sirianni Stephen Huss        |
| 12.04. | Blumenau     | Aberto Santa Catarina de Tênis              | 3407 | $ 035.000 +H | Sand      | Marcos Daniel     | André Sá Franco Ferreiro            |
| 12.04. | León         | Abierto Internacional del Bicentenario León | 1539 | $ 035.000 +H | Hartplatz | Santiago González | Santiago González Vasek Pospisil    |
| 12.04. | Rom          | Rai Open                                    | 2151 | € 030.000 +H | Sand      | Filippo Volandri  | Mateusz Kowalczyk Tomasz Bednarek   |
| 19.04. | Athen        | Status Athens Open                          | 3801 | € 085.000 +H | Hartplatz | Lu Yen-hsun       | Lu Yen-hsun Rik De Voest            |
| 19.04. | Tallahassee  | Tallahassee Tennis Challenger               | 692  | $ 050.000    | Hartplatz | Brian Dabul       | Joseph Sirianni Stephen Huss        |
| 19.04. | Curitiba     | Brazil Open Series                          | 5059 | $ 035.000 +H | Hartplatz | Dominik Meffert   | Leonardo Tavares Dominik Meffert    |
| 19.04. | Rom          | Roma Open                                   | 5057 | € 030.000 +H | Sand      | Federico Delbonis | Ivan Dodig Mario Ančić              |
| 26.04. | Tunis        | Tunis Open                                  | 1541 | $ 125.000 +H | Sand      | José Acasuso      | Kristof Vliegen Jeff Coetzee        |
| 26.04. | Ostrava      | Prosperita Open                             | 1797 | € 042.500    | Sand      | Lukáš Rosol       | Martin Fischer Philipp Oswald       |
| 26.04. | Manta        | Manta Open – Trofeo Ricardo Delgado Aray    | 2121 | $ 035.000 +H | Hartplatz | Gō Soeda          | Pierre-Ludovic Duclos Ryler DeHeart |
| 26.04. | Rhodos       | Ixian Grand Aegean Tennis Cup               | 5061 | € 030.000 +H | Hartplatz | Dudi Sela         | Simon Stadler Dustin Brown          |

### Mai
| Datum1 | Ort             | Turnier                                    | TN2  | Preisgeld3   | Belag4    | Sieger Einzel     | Sieger Doppel                            |
| ------ | --------------- | ------------------------------------------ | ---- | ------------ | --------- | ----------------- | ---------------------------------------- |
| 03.05. | Ramat haScharon | Israel Open                                | 3909 | $ 100.000    | Hartplatz | Conor Niland      | Andy Ram Jonathan Erlich                 |
| 03.05. | Savannah        | Tail USTA Savannah Challenger              | 5067 | $ 050.000    | Sand      | Kei Nishikori     | James Ward Jamie Baker                   |
| 03.05. | Kairo           | Palm Hills International Tennis Challenger | 6123 | $ 035.000 +H | Sand      | Ivo Minář         | Simone Vagnozzi Martin Slanar            |
| 03.05. | Sanremo         | Sanremo Tennis Cup                         | 284  | € 030.000 +H | Sand      | Gastón Gaudio     | Martín Vassallo Argüello Diego Junqueira |
| 10.05. | Bordeaux        | BNP Paribas Primrose Bordeaux              | 3824 | € 085.000 +H | Sand      | Richard Gasquet   | Édouard Roger-Vasselin Nicolas Mahut     |
| 10.05. | Busan           | Busan Open Challenger Tennis               | 1741 | $ 075.000 +H | Hartplatz | Lim Yong-kyu      | Alexander Peya Rameez Junaid             |
| 10.05. | Sarasota        | Sarasota Open                              | 5069 | $ 050.000    | Sand      | Kei Nishikori     | Ryler DeHeart Brian Battistone           |
| 10.05. | Zagreb          | Zagreb Open                                | 588  | $ 050.000    | Hartplatz | Juri Schtschukin  | Matthew Ebden Andre Begemann             |
| 10.05. | Biella          | Canella Challenger                         | 6125 | € 030.000 +H | Sand      | Björn Phau        | Adil Shamasdin Jamie Cerretani           |
| 17.05. | Cremona         | Trofeo Paolo Corazzi                       | 3812 | € 030.000 +H | Hartplatz | Denis Gremelmayr  | Martin Slanar Alexander Peya             |
| 17.05. | Fargʻona        | Fergana Challenger                         | 603  | $ 035.000 +H | Hartplatz | Jewgeni Kirillow  | Toshihide Matsui Brendan Evans           |
| 24.05. | Carson          | LA Tennis Open                             | 3590 | $ 050.000    | Hartplatz | Donald Young      | Nicholas Monroe Brian Battistone         |
| 24.05. | Alessandria     | Trofeo Cassa di Risparmio Alessandria      | 3837 | € 030.000 +H | Sand      | Björn Phau        | Lovro Zovko Ivan Dodig                   |
| 31.05. | Prostějov       | Unicredit Czech Open                       | 558  | € 106.500 +H | Sand      | Jan Hájek         | David Marrero Marcel Granollers          |
| 31.05. | Fürth           | Franken Challenge                          | 396  | € 042.500 +H | Sand      | Robin Haase       | Rameez Junaid Dustin Brown               |
| 31.05. | Nottingham      | AEGON Trophy                               | 1631 | € 042.500    | Rasen     | Ričardas Berankis | Ken Skupski Colin Fleming                |
| 31.05. | Ojai            | Weil Tennis Academy Challenger             | 2212 | $ 050.000    | Hartplatz | Bobby Reynolds    | Leonardo Tavares Artem Sitak             |
| 31.05. | Rom             | Due Ponti Cup                              | 6127 | € 030.000 +H | Sand      | Filippo Volandri  | Travis Rettenmaier Santiago González     |

### Juni
| Datum1 | Ort                | Turnier                          | TN2  | Preisgeld3   | Belag4    | Sieger Einzel         | Sieger Doppel                              |
| ------ | ------------------ | -------------------------------- | ---- | ------------ | --------- | --------------------- | ------------------------------------------ |
| 07.06. | Lugano             | BSI Challenger Lugano            | 469  | € 085.000 +H | Sand      | Stan Wawrinka         | Christophe Rochus Frederico Gil            |
| 07.06. | Košice             | Košice Open                      | 853  | € 030.000 +H | Sand      | Rubén Ramírez Hidalgo | Marek Semjan Miloslav Mečíř junior         |
| 14.06. | Bytom              | ZRE Katowice Bytom Open          | 3591 | € 030.000 +H | Sand      | Pere Riba             | Artem Smyrnow Ivo Klec                     |
| 14.06. | Mailand            | Aspria Tennis Cup                | 3463 | € 030.000 +H | Sand      | Frederico Gil         | Rubén Ramírez Hidalgo Daniele Bracciali    |
| 21.06. | Reggio nell’Emilia | Camparini Gioielli Cup           | 1738 | € 042.500 +H | Sand      | Carlos Berlocq        | Martin Slanar Philipp Oswald               |
| 21.06. | Marburg            | Marburg Open                     | 6156 | € 030.000 +H | Sand      | Simone Vagnozzi       | Denis Gremelmayr Matthias Bachinger        |
| 28.06. | Braunschweig       | Nord/LB Open                     | 526  | € 106.500 +H | Sand      | Michail Kukuschkin    | Simone Vagnozzi Leonardo Tavares           |
| 28.06. | Turin              | Sporting Challenger              | 1543 | € 085.000 +H | Sand      | Simone Bolelli        | Frederico Gil Carlos Berlocq               |
| 28.06. | Winnetka           | Nielsen Pro Tennis Championships | 228  | $ 050.000    | Hartplatz | Brian Dabul           | Pierre-Ludovic Duclos Ryler DeHeart        |
| 28.06. | Arad               | Arad Challenger                  | 2119 | € 030.000 +H | Sand      | David Guez            | Sergio Pérez Pérez Daniel Muñoz de la Nava |

### Juli
| Datum1 | Ort           | Turnier                               | TN2  | Preisgeld3   | Belag4    | Sieger Einzel         | Sieger Doppel                          |
| ------ | ------------- | ------------------------------------- | ---- | ------------ | --------- | --------------------- | -------------------------------------- |
| 05.07. | Pozoblanco    | Open Diputación Ciudad de Pozoblanco  | 472  | € 085.000 +H | Hartplatz | Rubén Ramírez Hidalgo | Marcel Granollers Gerard Granollers    |
| 05.07. | Scheveningen  | Siemens Open                          | 686  | € 042.500 +H | Sand      | Denis Gremelmayr      | Harsh Mankad Franco Ferreiro           |
| 05.07. | Oberstaufen   | Oberstaufen Cup                       | 833  | € 030.000 +H | Sand      | Martin Fischer        | Lukáš Rosol Frank Moser                |
| 05.07. | San Benedetto | Carisap Tennis Cup                    | 3945 | € 030.000 +H | Sand      | Carlos Berlocq        | Gabriel Trujillo Soler Thomas Fabbiano |
| 12.07. | Bogotá        | Seguros Bolívar Open Bogotá           | 576  | $ 125.000 +H | Sand      | Robert Farah          | Robert Farah Juan Sebastián Cabal      |
| 12.07. | Aptos         | Comerica Bank Challenger              | 467  | $ 075.000    | Hartplatz | Marinko Matosevic     | Chris Guccione Carsten Ball            |
| 12.07. | Rimini        | Riviera di Rimini                     | 2117 | € 042.500 +H | Sand      | Paolo Lorenzi         | Adrian Ungur Giulio Di Meo             |
| 19.07. | Posen         | Poznań Porsche Open                   | 786  | € 085.000 +H | Sand      | Denis Gremelmayr      | Rui Machado Daniel Muñoz de la Nava    |
| 19.07. | Orbetello     | Trofeo Bellaveglia                    | 6001 | € 064.000 +H | Sand      | Pablo Andújar         | Alessandro Motti Alessio di Mauro      |
| 19.07. | Lexington     | Fifth Third Bank Tennis Championships | 586  | $ 050.000    | Hartplatz | Carsten Ball          | Izak van der Merwe Raven Klaasen       |
| 19.07. | Pensa         | Penza Cup                             | 3468 | $ 050.000    | Hartplatz | Michail Kukuschkin    | Nikolaus Moser Michail Jelgin          |
| 19.07. | Recanati      | Guzzini Challenger                    | 1743 | € 030.000 +H | Hartplatz | Stéphane Bohli        | Lovro Zovko Jamie Delgado              |
| 26.07. | Cordenons     | Zucchetti Kos Tennis Cup              | 2120 | € 085.000 +H | Sand      | Steve Darcis          | Rogier Wassen Robin Haase              |
| 26.07. | Saransk       | Mordovia Cup                          | 2118 | € 050.000    | Sand      | Iwan Serhejew         | Michail Jelgin Ilja Beljajew           |
| 26.07. | Granby        | National Bank Granby Challenger       | 877  | $ 050.000 +H | Hartplatz | Tobias Kamke          | Joseph Sirianni Frederik Nielsen       |
| 26.07. | Tampere       | Aamulehti Tampere Open                | 221  | € 042.500    | Sand      | Éric Prodon           | Leonardo Tavares João Sousa            |

### August
| Datum1 | Ort                    | Turnier                                          | TN2  | Preisgeld3   | Belag4    | Sieger Einzel        | Sieger Doppel                          |
| ------ | ---------------------- | ------------------------------------------------ | ---- | ------------ | --------- | -------------------- | -------------------------------------- |
| 02.08. | San Marino             | San Marino CEPU Open                             | 841  | €0 85.000 +H | Sand      | Robin Haase          | Lovro Zovko Daniele Bracciali          |
| 02.08. | Segovia                | Open Castilla y León                             | 783  | €0 85.000 +H | Hartplatz | Daniel Gimeno Traver | Franco Ferreiro Thiago Alves           |
| 02.08. | Vancouver              | Odlum Brown Vancouver Open                       | 254  | $ 100.000    | Hartplatz | Dudi Sela            | Dominic Inglot Treat Huey              |
| 02.08. | Peking                 | Beijing International Challenger                 | 6167 | $0 75.000 +H | Hartplatz | Franko Škugor        | Artem Sitak Pierre-Ludovic Duclos      |
| 02.08. | Kitzbühel              | Austrian Open                                    | 6169 | €0 64.000 +H | Sand      | Andreas Seppi        | Rogier Wassen Dustin Brown             |
| 02.08. | Campos do Jordão       | Mastercard Tennis Cup                            | 849  | $0 50.000 +H | Hartplatz | Izak van der Merwe   | Rogério Dutra da Silva Júlio Silva     |
| 09.08. | Istanbul               | Istanbul Challenger                              | 226  | € 100.000 +H | Hartplatz | Adrian Mannarino     | Dušan Vemić Leoš Friedl                |
| 09.08. | Binghamton             | Levene Gouldin & Thompson Tennis Challenger      | 670  | $0 50.000    | Hartplatz | Kei Nishikori        | Dominic Inglot Treat Huey              |
| 09.08. | Brasília               | Aberto de Brasília                               | 6171 | $0 35.000 +H | Hartplatz | Tatsuma Itō          | André Sá Franco Ferreiro               |
| 09.08. | Samarqand              | Samarkand Challenger                             | 447  | $0 35.000 +H | Sand      | Andrej Martin        | Deniss Pavlovs Andis Juška             |
| 09.08. | Trani                  | Internazionali di Tennis Città di Trani          | 1604 | €0 30.000 +H | Sand      | Jesse Huta Galung    | Matteo Trevisan Thomas Fabbiano        |
| 16.08. | Qarshi                 | Karshi Challenger                                | 3967 | $0 35.000 +H | Hartplatz | Blaž Kavčič          | Li Zhe Gong Maoxin                     |
| 16.08. | Salvador               | Aberto da Bahia                                  | 6173 | $0 35.000 +H | Hartplatz | Ricardo Mello        | André Sá Franco Ferreiro               |
| 16.08. | Donostia-San Sebastián | Concurso Internacional de Tenis de San Sebastián | 3957 | €0 30.000 +H | Sand      | Albert Ramos Viñolas | Santiago Ventura Rubén Ramírez Hidalgo |
| 23.08. | Manerbio               | Trofeo Dimmidisì                                 | 486  | €0 64.000 +H | Sand      | Robin Haase          | Thomas Schoorel Robin Haase            |
| 23.08. | Astana                 | Astana Cup                                       | 3618 | $0 50.000    | Hartplatz | Igor Kunizyn         | Nikolaus Moser Michail Jelgin          |
| 23.08. | Genf                   | Geneva Challenger IPP Trophy                     | 471  | €0 30.000 +H | Sand      | Grigor Dimitrow      | Alexander Satschko Gero Kretschmer     |
| 30.08. | Como                   | Città di Como                                    | 3473 | €0 30.000 +H | Sand      | Robin Haase          | David Škoch Frank Moser                |

### September
| Datum1 | Ort                 | Turnier                    | TN2  | Preisgeld3   | Belag4    | Sieger Einzel          | Sieger Doppel                            |
| ------ | ------------------- | -------------------------- | ---- | ------------ | --------- | ---------------------- | ---------------------------------------- |
| 06.09. | Genua               | AON Open Challenger        | 1763 | €0 85.000 +H | Sand      | Fabio Fognini          | Martin Emmrich Andre Begemann            |
| 06.09. | Sevilla             | Copa Sevilla               | 784  | €0 42.500 +H | Sand      | Albert Ramos Viñolas   | Santiago Ventura Daniel Muñoz de la Nava |
| 06.09. | Saint-Rémy          | Trophée des Alpilles       | 6014 | €0 42.500 +H | Hartplatz | Jerzy Janowicz         | Édouard Roger-Vasselin Gilles Müller     |
| 06.09. | Alphen aan den Rijn | Tean International         | 3626 | €0 42.500    | Sand      | Jesse Huta Galung      | Bertram Steinberger Farrux Doʻstov       |
| 06.09. | Brașov              | Brașov Challenger          | 696  | €0 30.000 +H | Sand      | Éric Prodon            | Daniele Giorgini Flavio Cipolla          |
| 06.09. | Rijeka              | Rijeka Open                | 3586 | €0 30.000 +H | Sand      | Blaž Kavčič            | Lovro Zovko Adil Shamasdin               |
| 13.09. | Stettin             | Pekao Szczecin Open        | 448  | € 106.500 +H | Sand      | Pablo Cuevas           | Rogier Wassen Dustin Brown               |
| 13.09. | Banja Luka          | Banja Luka Challenger      | 1607 | €0 64.000 +H | Sand      | Marsel İlhan           | David Škoch Jamie Cerretani              |
| 13.09. | Tulsa               | Oklahoma Challenger        | 660  | $0 50.000    | Hartplatz | Bobby Reynolds         | Fritz Wolmarans Andrew Anderson          |
| 13.09. | Bangkok             | Chang-Sat Bangkok Open     | 5047 | $0 35.000 +H | Hartplatz | Grigor Dimitrow        | Li Zhe Gong Maoxin                       |
| 13.09. | Belo Horizonte      | BH Tennis Open             | 6195 | $0 35.000 +H | Sand      | Rogério Dutra da Silva | Leonardo Kirche Rodrigo Antônio Grilli   |
| 13.09. | Todi                | blu-express.com Tennis Cup | 3627 | €0 30.000 +H | Sand      | Carlos Berlocq         | Alessio di Mauro Flavio Cipolla          |
| 20.09. | Bogotá              | Copa Petrobras Bogotá      | 3352 | $0 75.000 +H | Sand      | João Souza             | André Sá Franco Ferreiro                 |
| 20.09. | Izmir               | Türk Telekom Izmir Cup     | 3834 | €0 64.000 +H | Hartplatz | Somdev Devvarman       | Frank Moser Rameez Junaid                |
| 20.09. | Trnava              | ATP Challenger Trophy      | 3628 | €0 64.000    | Sand      | Jaroslav Pospíšil      | Lukáš Rosol Karol Beck                   |
| 20.09. | Ljubljana           | BMW Ljubljana Open         | 754  | €0 42.500    | Hartplatz | Blaž Kavčič            | Ivan Zovko Nikola Mektić                 |
| 20.09. | Bangkok             | Chang-Sat Bangkok 2 Open   | 6197 | $0 35.000 +H | Hartplatz | Grigor Dimitrow        | Sanchai Ratiwatana Sonchat Ratiwatana    |
| 27.09. | Cali                | Seguros Bolívar Open Cali  | 3994 | $0 75.000 +H | Sand      | Carlos Salamanca       | Martin Emmrich Andre Begemann            |
| 27.09. | Montevideo          | Copa Petrobras Montevideo  | 544  | $0 75.000 +H | Sand      | Máximo González        | Brian Dabul Carlos Berlocq               |
| 27.09. | Neapel              | Trofeo Kimbo               | 3635 | €0 42.500 +H | Sand      | Fabio Fognini          | Simone Vagnozzi Daniel Muñoz de la Nava  |

### Oktober
| Datum1 | Ort               | Turnier                                   | TN2  | Preisgeld3   | Belag4        | Sieger Einzel     | Sieger Doppel                                 |
| ------ | ----------------- | ----------------------------------------- | ---- | ------------ | ------------- | ----------------- | --------------------------------------------- |
| 04.10. | Mons              | Ethias Trophy                             | 3350 | € 106.500 +H | Hartplatz (i) | Adrian Mannarino  | Igor Zelenay Filip Polášek                    |
| 04.10. | Buenos Aires      | Copa Petrobras Buenos Aires               | 722  | $0 75.000 +H | Sand          | Máximo González   | Brian Dabul Carlos Berlocq                    |
| 04.10. | Palermo           | Sicilia Classic Tennis Challenger         | 6016 | €0 42.500 +H | Sand          | Attila Balázs     | Philipp Oswald Martin Fischer                 |
| 04.10. | Sacramento        | Natomas Men’s Pro Tennis Tournament       | 3351 | $0 50.000    | Hartplatz     | John Millman      | Izak van der Merwe Rik De Voest               |
| 04.10. | Quito             | Cerveza Club Premium Cup                  | 589  | $0 35.000 +H | Sand          | Giovanni Lapentti | Eric Nunez Daniel Garza                       |
| 04.10. | Tarragona         | Open Tarragona Costa Daurada              | 3476 | €0 30.000 +H | Sand          | Marcel Granollers | Pere Riba Guillermo Olaso                     |
| 11.10. | Taschkent         | Tashkent Challenger                       | 4012 | $ 125.000 +H | Hartplatz     | Karol Beck        | Jamie Murray Ross Hutchins                    |
| 11.10. | Asunción          | Copa Petrobras Asunción                   | 587  | $0 75.000 +H | Sand          | Rui Machado       | Paolo Lorenzi Fabio Fognini                   |
| 11.10. | Rennes            | Open de Rennes                            | 3503 | €0 64.000 +H | Hartplatz (i) | Marc Gicquel      | David Martin Scott Lipsky                     |
| 11.10. | Tiburon           | Royal Bank of Scotland Tiburon Challenger | 1768 | $0 50.000    | Hartplatz     | Tobias Kamke      | Travis Rettenmaier Robert Kendrick            |
| 18.10. | Orléans           | Open d’Orléans                            | 2273 | € 106.500 +H | Hartplatz (i) | Nicolas Mahut     | Nicolas Renavand Pierre-Hugues Herbert        |
| 18.10. | Seoul             | Samsung Securities Cup                    | 545  | $ 125.000 +H | Hartplatz     | Lu Yen-hsun       | Frank Moser Rameez Junaid                     |
| 18.10. | Santiago de Chile | Copa Petrobras Santiago                   | 6068 | $ 100.000 +H | Sand          | Fabio Fognini     | Rubén Ramírez Hidalgo Daniel Muñoz de la Nava |
| 18.10. | Calabasas         | Calabasas Men’s Pro Tennis Championships  | 656  | $0 50.000    | Hartplatz     | Marinko Matosevic | Travis Rettenmaier Ryan Harrison              |
| 25.10. | São Paulo         | Copa Petrobras São Paulo                  | 6066 | $0 75.000 +H | Sand          | Marcos Daniel     | André Sá Franco Ferreiro                      |

### November
| Datum1 | Ort                  | Turnier                                         | TN2  | Preisgeld3   | Belag4        | Sieger Einzel      | Sieger Doppel                       |
| ------ | -------------------- | ----------------------------------------------- | ---- | ------------ | ------------- | ------------------ | ----------------------------------- |
| 01.11. | Astana               | President’s Cup                                 | 6202 | $ 125.000 +H | Hartplatz     | Ivan Dodig         | Ross Hutchins Colin Fleming         |
| 01.11. | Medellín             | Seguros Bolívar Open Medellín                   | 252  | $0 50.000 +H | Sand          | Marcos Daniel      | Robert Farah Juan Sebastián Cabal   |
| 01.11. | Charlottesville      | Virginia National Bank Men’s Pro Championship   | 6055 | $0 50.000    | Hartplatz (i) | Robert Kendrick    | Donald Young Robert Kendrick        |
| 01.11. | Eckental             | Bauer Watertechnology Cup                       | 83   | €0 30.000 +H | Teppich (i)   | Igor Sijsling      | Rajeev Ram Scott Lipsky             |
| 08.11. | St. Ulrich in Gröden | Internazionali di Tennis Val Gardena Südtirol   | 6204 | €0 64.000 +H | Teppich (i)   | Michał Przysiężny  | Alexander Kudrjawzew Michail Jelgin |
| 08.11. | Knoxville            | Knoxville Challenger                            | 363  | $0 50.000 +H | Hartplatz (i) | Kei Nishikori      | Izak van der Merwe Rik De Voest     |
| 08.11. | Aachen               | Lambertz Open by STAWAG                         | 824  | €0 42.500 +H | Teppich (i)   | Dustin Brown       | Igor Sijsling Ruben Bemelmans       |
| 08.11. | Loughborough         | AEGON GB Pro-Series Loughborough                | 6206 | €0 42.500 +H | Teppich (i)   | Matthias Bachinger | Frederik Nielsen Henri Kontinen     |
| 08.11. | Guayaquil            | Challenger Ciudad de Guayaquil                  | 543  | $0 50.000    | Sand          | Paul Capdeville    | Robert Farah Juan Sebastián Cabal   |
| 15.11. | Bratislava           | Ritro Slovak Open                               | 444  | € 106.500 +H | Hartplatz (i) | Martin Kližan      | Jamie Murray Colin Fleming          |
| 15.11. | Champaign            | JSM Challenger of Champaign-Urbana              | 637  | $0 50.000 +H | Hartplatz (i) | Alex Bogomolow     | Izak van der Merwe Raven Klaasen    |
| 15.11. | Salzburg             | ATP Salzburg Indoors                            | 6059 | €0 42.500 +H | Hartplatz (i) | Conor Niland       | Martin Slanar Alexander Peya        |
| 15.11. | Cancún               | Abierto Internacional Varonil Casablanca Cancún | 4041 | $0 35.000 +H | Sand          | Pere Riba          | Santiago González Víctor Estrella   |
| 22.11. | Helsinki             | IPP Open                                        | 305  | € 106.500    | Hartplatz (i) | Ričardas Berankis  | Martin Emmrich Dustin Brown         |
| 22.11. | Buenos Aires         | Copa Topper                                     | 6208 | $0 75.000 +H | Sand          | Diego Junqueira    | Brian Dabul Carlos Berlocq          |
| 22.11. | Toyota               | Dunlop World Challenge                          | 4042 | $0 35.000 +H | Teppich (i)   | Tatsuma Itō        | Purav Raja Treat Huey               |

### Dezember
keine Turniere in diesem Monat
- 1 Turnierbeginn (ohne Qualifikation)
- 2 Offizielle ATP-Turniernummer
- 3 Das Kürzel +H (= hospitality) bedeutet, dass das betreffende Turnier die Spieler unterbringt.
- 4 Das Kürzel „(i)“ (= indoor) bedeutet, dass das betreffende Turnier in einer Halle ausgetragen wird.

## Verteilung der Weltranglistenpunkte
Ein Überblick über die Punktverteilung der jeweiligen Challenger-Kategorien im Jahr 2010.
| Turnierkategorie | Gesamtsumme Preisgeld                         | S   | F  | HF | VF | AF | Zusätzliche Qualifikationspunkte |
| ---------------- | --------------------------------------------- | --- | -- | -- | -- | -- | -------------------------------- |
| Challenger       | $0125.000 +H €0106.500 +H                     | 125 | 75 | 45 | 25 | 10 | 5                                |
| Challenger       | $0125.000 $0100.000 +H €0106.500 €0085.000 +H | 110 | 65 | 40 | 20 | 09 | 5                                |
| Challenger       | $0100.000 $0075.000 +H €0085.000 €0064.000 +H | 100 | 60 | 35 | 18 | 08 | 5                                |
| Challenger       | $0075.000 $0050.000 +H €0064.000 €0042.500 +H | 090 | 55 | 33 | 17 | 08 | 5                                |
| Challenger       | $0050.000 $0035.000 +H €0042.500 €0030.000 +H | 080 | 48 | 29 | 15 | 06 | 3                                |

- Erklärung Kopfzeile: S = Sieger; F = (unterlegener) Finalist; HF = Halbfinale erreicht (und dann ausgeschieden); VF = Viertelfinale; AF = Achtelfinale
- +H = Turniere, die zusätzlich zum Preisgeld die Unterkunft für die Spieler tragen, werden in die jeweils nächsthöhere Preisgeldkategorie gestuft.
- Paare im Doppel erhalten keine Punkte vor dem Viertelfinale.